# Каплан, Самуил Соломонович
Самуи́л Соломо́нович Капла́н (8 июля 1928, Баку — 21 мая 2021, Бруклин, Нью-Йорк, США) — советский и американский художник-график. Член Союза художников СССР (с 1964 года), член Ассоциации искусств Лос-Анджелеса, член Совета Мемориального фонда Натана Рахлина. Работы мастера находятся в экзпозициях разных музеев мира (из них в более чем 20 музеях Украины).

## Биография
В 1952 году с отличием окончил среднюю художественную школу в Киеве.
В 1962 году окончил Киевский художественный институт, учился у И. М. Селиванова, А. С. Пащенко и В. С. Болдырева; до 1991 года жил в Киеве.
С 1991 года — в США, где и умер 21 мая 2021 года.

## Избранные картины
- «Глаза и розы»
- «Реквием»
- Сказка о Городе, 1973, Масло, картон 41" х 29"
- Рыжий Мальчик, 1974, Холст, масло, темпера, 21,5" х 27,5"
- Пейзаж с Луноходом 1975, Холст, масло 32,5" х 37"
- Моя Мама Нина, 1977, Бумага, пастель, 6,5" х 9,5"
- Красные Дома, 1984—1994, Холст, масло 48" х 48"
- Американское Посольство в Москве, 1994, Холст, масло 36" х 48"
- Дон Ки Хот в Нью-Йорке, 1995, Холст, масло 40" х 50"
- Вокзал, 1990—1997, Холст, масло 37,5" х 44,5"
- Застойный Период. Автопортрет, 1983, Холст, масло 28" х 42"
- Танец на Бордвоке 2003, Холст, масло 24 х 30
- Молитва, 1995, Холст, масло, 40" х 50"
- Реквием, NY 2001, 2001, Картон, темпера, 25,5" х 41"
- Сад моей памяти, 2002, Холст, масло, 24" х 30"
- Последняя Весна, 1942, 1974—2004, Холст, масло, темпера 22" х 40"
- Портрет Моей Жены, Отдых 1980., Бумага, пастель 24" х 18,5"
- Ривка, 2003, Холст, масло, 15" х 19,5"
- Москва 1920, «Мастер и Маргарита» 1994, Холст, масло 48" х 36"
- Ожидание 1979, Картон, темпера, 29,5" х 39"
- Автопортрет с Грин-картой, 2003, Бумага, пастель, 18,5" х 24"
- Осенний День, 1976, Темпера на доске 19,5" х 31"
- Моя Жена София, 1980, Гуашь на доске 23" х 40"
- Памяти Отца, 1979, Холст, масло, 33.5" х 51"
- Цветок , 1961, Бумага, пастель 16" х 23.5"
- Американский Кот, 1996, Холст, масло 18" х 24"
- Русский Кот, 1996, Холст, масло 18" х 24"
- Весенний Вечер в Риге, 1986, Темпера на доске, 25,5" х 40"
- Игра Продолжается, 2003, Холст, масло, 18" х 23,5"
- Подмосковье, Середина 20 столетия, 1974—2004, Холст, масло, 24" х 30"
- Весна на Улице, 1986, Холст, темпера, 27,5" х 39,5"
- День Рыбака, 1976, Холст, масло 33" х 39,5"
- Золотая Осень в Киеве, 1973—2003, Холст, масло, 18" х 24"
- Веснушки, 1999, Холст, масло 14" х 18"
- Путешествие с Другом, Нью-Йорк, 2002, Холст, масло, 24" х 30"
- Памяти Художника М. В., 1983, Холст, масло, 29" х 39,5"
- Изучение Английского в Италии, 1998, Холст, масло 30" х 42"
- Семейный архив, 1971, Холст, масло 38" х 41"
- Молитва, 1995, Холст, масло, 40" х 50"
- Комната в квартире Н. Г. Рахлина. 1978 г. (Эскиз к картине «Обыск»)
- «Возвращение из Паланги», (1983)
- «Радостный май 1919 года» (1969)
- «Луноход над Львовом» (1975)

## Выставки
Во время учёбы его работы экспонировались на областной, Всесоюзной и международной выставке в Италии.
Участвовал в выставках в Калифорнии, в Нью-Джерси, мэрии Бруклина, в нью-йоркских публичных библиотеках. Не раз выставлялся на персональных выставках.

### Персональные выставки
- «Солдатские будни» — первая персональная выставка (1957 год) в Киевском государственном художественном институте[3].
- Киев, 1973 год.
- Киев, 1987 год.

## Интересные факты
- Художник стал героем романа Павла Загребельного «Южный комфорт»[3].